# Janusz Bylczyński
Janusz Bylczyński, właśc. Janusz Dęboróg-Bylczyński (ur. 6 lipca 1920 w Saratowie w Rosji, zm. 30 września 1990 w Warszawie) – polski aktor teatralny i filmowy.

## Życiorys
Syn krytyka operowego Jakuba Dęboróg-Bylczyńskiego i Zofii Łytkowskiej, nauczycielki i działaczki oświatowej z okolic Grodna. W okresie międzywojennym mieszkał w Tomaszowie Mazowieckim, gdzie ukończył I Liceum Ogólnokształcące im Jarosława Dąbrowskiego w Tomaszowie Mazowieckim.
Zmobilizowany w przeddzień wybuchu II wojny światowej, został przydzielony do 30 Pułku Piechoty Strzelców Kaniowskich. Brał udział w obronie Sieradza i natarciu pod Mszczonowem. Kampanię wrześniową zakończył w stopniu kpr. podchorążego. Oddział, w którym walczył, został rozbity w okolicach Młocin 21 września 1939. Po wojnie odznaczony medalem „Za udział w wojnie obronnej 1939” i Brązowym Krzyżem Zasługi (1946). W pierwszych miesiącach po wyzwoleniu pracował w dziale kultury Magistratu w Tomaszowie Mazowieckim. W latach 1946–1947 występował w Teatrze Wojska Polskiego, m.in. w Poznaniu jako Janusz Dęboróg. Zdemobilizowany w 1947 w stopniu chorążego LWP wyjechał do Łodzi.
W 1949 ukończył studia na Wydziale Aktorskim warszawskiej PWST (ówcześnie z siedzibą w Łodzi). Był dwukrotnie żonaty: z Barbarą Fijewską i Kirą Gałczyńską. Miał dwóch synów: Andrzeja Bylczyńskiego i Mikołaja Gałczyńskiego.
Debiutował jako ośmioletnie dziecko w wodewilu Krakowiacy i Górale w Teatrze Garnizonowym w Grodnie. Spektakl z okazji Dnia Niepodległości 11 listopada 1928 roku wystawili oficerowie, orkiestra i żołnierze 76 Lidzkiego Pułku Piechoty pod kierownictwem muzycznym kpt. Piotra Peruckiego, w reż. Adolfa Dolińskiego.
Wystąpił w latach 1955–1987 w siedemdziesięciu przedstawieniach Teatru Telewizji, w tym w kilkunastu Teatru Sensacji „Kobra” od początku jego istnienia. Największy wpływ na ukształtowanie Bylczyńskiego jako aktora dramatycznego mieli: Leon Schiller, Erwin Axer i Adam Hanuszkiewicz, a także brat jego żony – Tadeusz Fijewski.
Zmarł w Warszawie, pochowany jest na cmentarzu komunalnym Północnym na Wólce Węglowej (kwatera E-VI-9-10-5).

## Filmografia

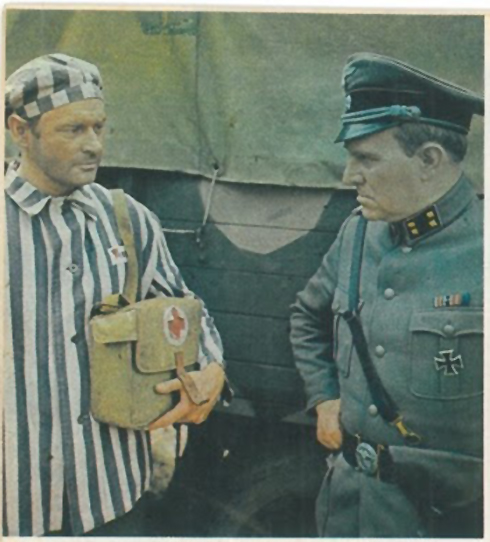
Ze Stanisławem Mikulskim w filmie Ostatni świadek z 1969

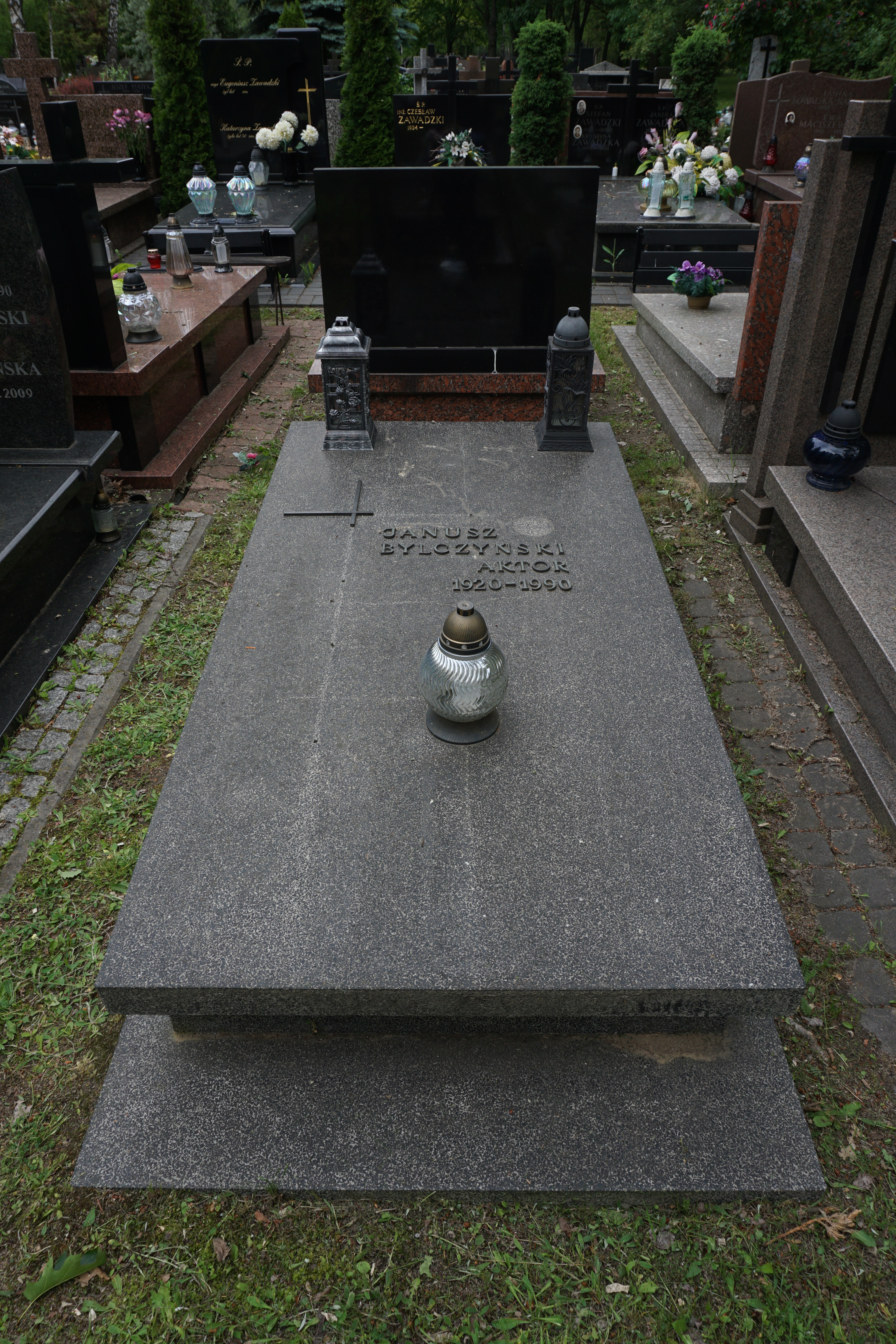
Grób Janusza Bylczyńskiego na cmentarzu komunalnym Północnym

- 1955: Podhale w ogniu – Kostka Napierski
- 1955: Sprawa pilota Maresza – kpt. Ryszard Godzicki
- 1956: Człowiek na torze – Warda, członek komisji
- 1961: Dwaj panowie „N” – inż. Henryk Nowak
- 1963: Pasażerka – kapo
- 1963: Zerwany most – major Ślęża
- 1963: Daleka jest droga – strzelec Kowalski
- 1964: Barwy walki – major AL
- 1967: Stawka większa niż życie (serial telewizyjny, odc. Café Rose) – Witte, radca handlowy
- 1969: Ostatni świadek – Otto Berger von Dunger, w czasie wojny komendant obozu
- 1969: Ostatnie dni – pułkownik
- 1970: Epilog norymberski – oskarżony
- 1970: Prawdzie w oczy – inspektor
- 1971: Zabijcie czarną owcę – narzeczony matki Tymona
- 1972: Kopernik (serial telewizyjny) – Celio Calcagnini
- 1972: Trzeba zabić tę miłość – ojciec Magdy
- 1973: Nagrody i odznaczenia – dowódca NSZ
- 1973: Zasieki – dowódca kompanii
- 1974: Gniazdo – margrabia Hodon
- 1974: Zwycięstwo – pułkownik
- 1975: Dyrektorzy (serial telewizyjny, odc. Bokser, Spadająca gwiazda, Wieczny zastępca) – inż. Retman
- 1976: Brunet wieczorową porą – kierownik sklepu mięsnego
- 1977: Żołnierze wolności (cz. 2) – Antoni Chruściel
- 1978: Test pilota Pirxa – przewodniczący trybunału
- 1979: Zerwane cumy – Piórkowski, pezes kombatantów
- 1980: Kariera Nikodema Dyzmy (serial telewizyjny, odc. 4, 5, 7) – Wandryszewski, dyrektor w Banku Zbożowym
- 1980: Polonia Restituta – ksiądz prałat, członek Rady Regencyjnej
- 1980: Królowa Bona (serial telewizyjny, odc. 3, 4) – Krzysztof Szydłowiecki
- 1980: Punkt widzenia (serial telewizyjny, odc. 2, 3) – dziekan Włodka
- 1980: Zamach stanu – obrońca w procesie brzeskim
- 1981: „Anna” i wampir – komendant wojewódzki MO
- 1981: Najdłuższa wojna nowoczesnej Europy – dyrektor policji
- 1984: 5 dni z życia emeryta – kolejarz ratujący Jana Kalinę-Rosena
- 1984: Baryton – Steinkeller, agent Taviatiniego
- 1984: Pan na Żuławach (serial telewizyjny, odc. 1) – oficer
- 1986: Tulipan (serial telewizyjny, odc. 5) – Zawadzki, ojciec Ani
- 1986: Reduty września – gen. Tadeusz Kutrzeba
- 1987: Zabij mnie glino – adwokat Malika
- 1987: Śmieciarz – szef siatki (odc. 4)
- 1987: Ballada o Januszku – sędzia na procesie Januszka i Arka Żurka
- 1988–1990: W labiryncie (serial telewizyjny) – pisarz Franciszek Hanisz, przybrany ojciec Pawła
- 1991: Pogranicze w ogniu (serial telewizyjny, odc. 14) – właściciel sprzedawanego folwarku

## Dubbing
- 1971: Agent nr 1 – Dimitros Fortis, mąż Marianny

## Role teatralne
Teatr Narodowy w Warszawie
- 1952 Rewizor – żandarm
- 1953 Zemsta (reż. Bohdan Korzeniewski) – Śmigalski
- 1955 Niemcy (reż. Erwin Axer) – urzędnik policyjny
- 1956 Kordian Juliusza Słowackiego (w reż. Erwina Axera)

Teatr Współczesny w Warszawie
- 1962 Zamek w Szwecji, aut. Françoise Sagan (reż. Andrzej Łapicki) – Hugo
- 1962 Kariera Artura Ui Bertolta Brechta (reż. Erwin Axer)
- 1966 Dochodzenie, aut. Peter Weiss (reż. Erwin Axer) – oskarżony Hofman

Teatr Narodowy w Warszawie
- 1970 Hamlet (reż. Adam Hanuszkiewicz) – Marcello
- 1973 Rewizor (reż. Adam Hanuszkiewicz) – kupiec
- 1977 Sen srebrny Salomei (reż. Adam Hanuszkiewicz) – szlachcic
- 1977 Fedra Jeana Baptiste’a Racine’a (w reż. Adama Hanuszkiewicza)

Teatr Kwadrat w Warszawie
- 1983 Księga Hjoba, aut. Bruno Winawer (reż. Wiesław Rudzki) – prezes Kurdyłło

Teatr Na Woli w Warszawie
- 1986 Okręt, aut. Stanisław Tym (reż. Stanisław Tym) – Liściasty

Teatr Polskiego Radia
- 1979 Kariera Nikodema Dyzmy (reż. Juliusz Owidzki) – pułkownik Wacław Wareda

Występował także gościnnie w Teatrze Ateneum.